# Parroquia de Tangipahoa
La parroquia de Tangipahoa (en inglés: Tangipahoa Parish), fundada en 1868, es una de las 64 parroquias del estado estadounidense de Luisiana. En el año 2000 tenía una población de 100.588 habitantes con una densidad poblacional de 49 personas por km². La sede de la parroquia es Amite City.

## Geografía
Según la Oficina del Censo, la parroquia tiene un área total de 2132 km² (823,2 mi²), de la cual 2047 km² (790,3 mi²) es tierra y 85 km² (32,8 mi²) (3.99%) es agua.

### Parroquias y condados adyacentes
- Condado de Amite (Misisipi) - noroeste
- Condado de Pike (Misisipi) - noreste
- Parroquia de St. Tammany - este
- Parroquia de Washington - este
- Lago Pontchartrain - sureste
- Parroquia de St. John the Baptist - sur
- Parroquia de Livingston - oeste
- Parroquia de St. Helena - oeste

## Carreteras
| - Interestatal 12 - Interestatal 55 - U.S. Route 51 - U.S. Route 190 - Carretera Estatal de Luisiana 10 - Carretera Estatal de Luisiana 16 - Carretera Estatal de Luisiana 22 - Carretera Estatal de Luisiana 38 - Carretera Estatal de Luisiana 40 - Carretera Estatal de Luisiana 440 - Carretera Estatal de Luisiana 442 - Carretera Estatal de Luisiana 443 - Carretera Estatal de Luisiana 445 - Carretera Estatal de Luisiana 450 - Carretera Estatal de Luisiana 1040 - Carretera Estatal de Luisiana 1045 - Carretera Estatal de Luisiana 1046 - Carretera Estatal de Luisiana 1048 - Carretera Estatal de Luisiana 1049 - Carretera Estatal de Luisiana 1050 | - Carretera Estatal de Luisiana 1051 - Carretera Estatal de Luisiana 1053 - Carretera Estatal de Luisiana 1054 - Carretera Estatal de Luisiana 1055 - Carretera Estatal de Luisiana 1056 - Carretera Estatal de Luisiana 1057 - Carretera Estatal de Luisiana 1061 - Carretera Estatal de Luisiana 1062 - Carretera Estatal de Luisiana 1063 - Carretera Estatal de Luisiana 1064 - Carretera Estatal de Luisiana 1065 - Carretera Estatal de Luisiana 1067 - Carretera Estatal de Luisiana 1249 - Carretera Estatal de Luisiana 3158 - Carretera Estatal de Luisiana 3234 - Carretera Estatal de Luisiana 3260 |

## Demografía
En el 2000 la renta per cápita promedia de la parroquia era de $29,412, y el ingreso promedio para una familia era de $36,731. En 2000 los hombres tenían un ingreso per cápita de $31,576 versus $20,066 para las mujeres. El ingreso per cápita para la parroquia era de $14,461. Alrededor del 22.70% de la población estaba bajo el umbral de pobreza nacional.

## Ciudades y pueblos
| - Amite City - Baptist - Hammond - Independence | - Kentwood - Loranger - Manchac | - Natalbany - Ponchatoula - Robert | - Roseland - Tangipahoa - Tickfaw |